# Gripswalder Matronensteine

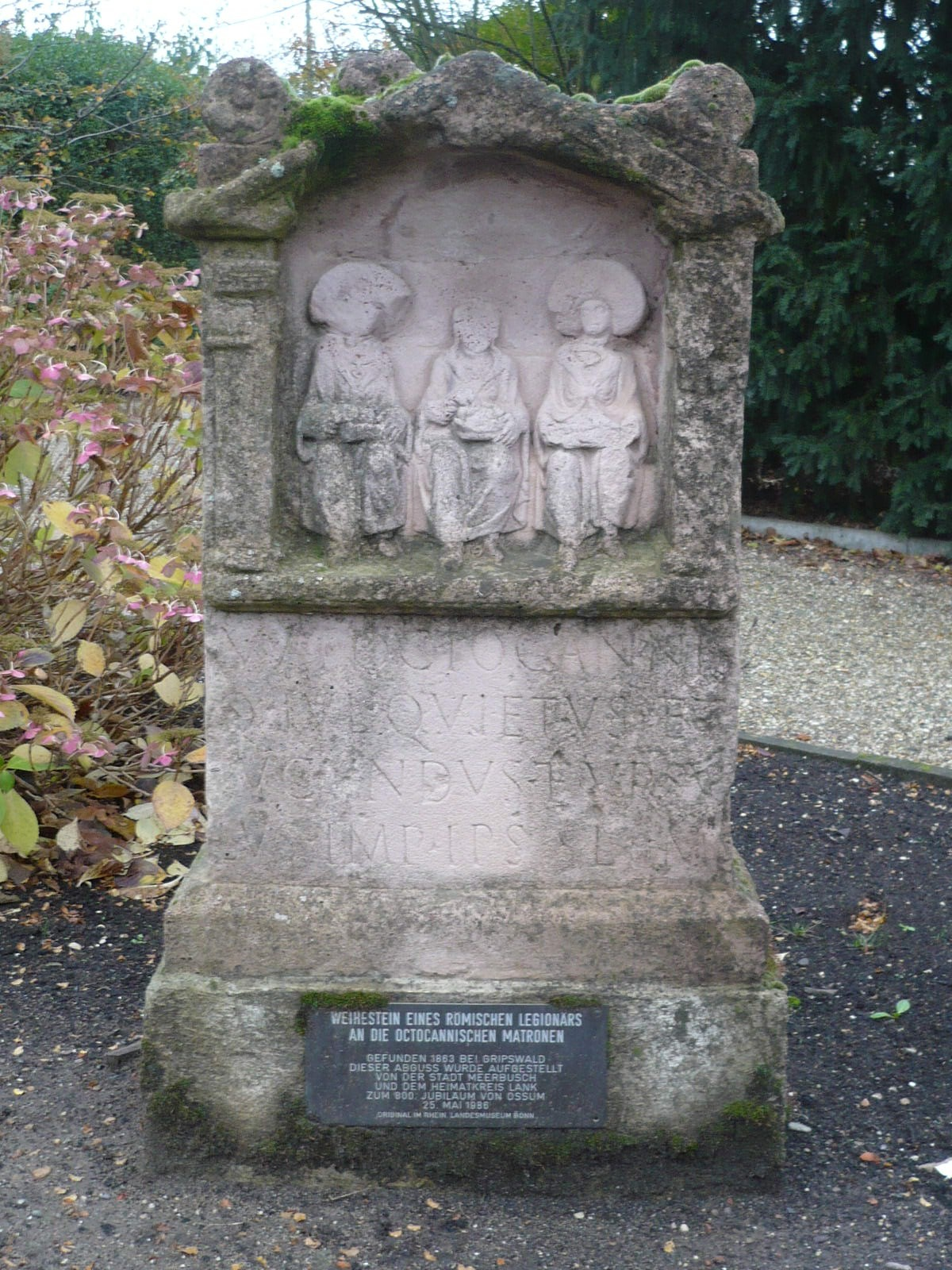
Matronenstein I (Nachbildung, aufgestellt vor der Kapelle St. Pankratius in Ossum, nahe dem Fundort)

Die Gripswalder Matronensteine sind eine Gruppe gallo-römisch-germanischer Weihesteine, die 1863 nahe beim Haus Gripswald auf dem Gebiet der heutigen Stadt Meerbusch in Nordrhein-Westfalen gefunden wurden. Fast alle Steine tragen Inschriften, nach denen sie den Muttergottheiten Matronae Octocannae gestiftet wurden, die namentlich und örtlich nur hier archäologisch belegt sind.

## Fund
Die Matronensteine wurden Ende Februar 1863 von Waldarbeitern bei Rodungsarbeiten südlich von Haus Gripswald (Karte) in der Nähe eines Fußwegs zum Schloss Pesch auf dem heutigen Stadtgebiet von Meerbusch nahe der Grenze zur heutigen Stadt Krefeld gefunden.
Die Rodungsarbeiten verliefen entlang der Bruchkante einer Hochfläche. Dabei wurde in 3,14 m  Tiefe (10 Preußische Fuß) Reste einer Tuff- und Sandsteinmauer freigelegt. Die Mauerreste waren 2,51 m (8 Fuß) im Halbkreis groß, 0,31 m (1 Fuß) stark und 2,51 m (8 Fuß) hoch. Der Innenraum war über einen engen Eingang zugänglich.
Der Fund enthielt sechs Votivsteine zu Ehren der Matronae Octocannae sowie einige Steine zu Ehren des Mercurius Arvernus. Gestiftet wurden die Weihesteine von verschiedenen Personen, zwei davon offenbar von einem Gaius Salvius Quietus.
Die Steine wurden nach dem Fund auf das Ende des 2. Jahrhunderts oder Anfang des 3. Jahrhunderts n. Chr. datiert. Zu dieser Zeit verliefen in der näheren Umgebung römische Militärstraßen und wenige Kilometer entfernt lag das bedeutende römische Kastell Gelduba sowie einige römische Villen (villae rusticae).

## Interpretation
Zeitgenössische Autoren deuten die Gebäudereste als Überbleibsel einer ländlichen Kapelle. Dies ist jedoch nicht belegt und wurde bereits damals kritisch diskutiert. Es wird angenommen, dass es sich um ein Heiligtum des Matronenkults handelt. Möglicherweise sind romanisierte westgermanische Ubier die Dedikanten der Matronensteine gewesen. Dieser Kult verehrte Muttergottheiten, die Matronae. Über die Ausübung des Kultes ist wenig bekannt. Votivsteine des Kultes wurden nicht nur alleinstehend, sondern häufig in Verbindung mit Kultplätzen oder Tempeln aufgestellt. Bei den Gripswalder Matronensteinen ist nicht gesichert, ob sie vor Ort aufgestellt waren. Möglicherweise wurden sie in dieses abgelegene Heiligtum gebracht, um sie vor der Zerstörung durch Christen zu schützen. Auf den Votivsteinen sind Fruchtkörbe mit Obst (Äpfel, Birnen, Granatäpfel oder Pinienzapfen) und auch Opferszenen mit Tieropfern von Eber und Fisch dargestellt. Symbole der Matronen waren Schlange, Mond und Kranich.

## Aufbewahrung
Der damalige Besitzer des Hauses Gripswald, Jacob Herberz aus Uerdingen, schenkte die Funde dem „Museum Rheinisch-Westfälischer Alterthümer“ in Bonn, dem heutigen Rheinischen Landesmuseum, wo sie zu besichtigen sind. Die Kopie eines der Steine findet sich im Dorf Ossum, nahe der Fundstelle.

## Beschriftung der Steine
| Matronen-Stein I Rötlicher Sandstein, vermutlich aus der Gegend um Trier, 2 Fuß 11 Zoll hoch, 21 Zoll breit, 9 Zoll stark. Inschrift: Mat(ronis) Octocannis / Q(uintus) Iul(ius) Quietus et / [I]ucundus et Ursu/lus imp(erio) ips(arum) l(ibentes) m(erito) Übersetzt: „Den Matronae Octocannae Quintus Iulius Quietus und Iucundus und Ursulus nach deren Gebot gern und nach Gebühr“ | Matronen-Stein II Grauer Sandstein, 22 Zoll hoch, 14 Fuß [!] breit, 6 Zoll stark. Inschrift: Matronis Oc/tocannabus / C(aius) Iulius Seranus / et Vipsania Fa/hena ex imp(erio) i(p=B)sa(rum) v(otum) s(olverunt) l(ibentes) m(erito) Übersetzt: „Den Matronae Octocannabae haben Gaius Julius Seranus und Vipsania Fahena nach deren Gebot ihr Gelübde gern und nach Gebühr erfüllt“ | Mercurius-Stein VI Rötlicher Sandstein, 2 Fuß 1 Zoll hoch, 13 Zoll breit, 6 Zoll stark. Inschrift: Mercurio / Arverno / Sext(us) Sempro/nius Super / l(ibens) m(erito) Übersetzt: „Dem Mercurius Avernus (von) Sextus Sempronius Super gern und nach Gebühr“ |
| Matronen-Stein III Rötlicher Sandstein, vermutlich aus der Gegend um Trier, 2 Fuß hoch, 15 Zoll breit, 7 Zoll stark. Inschrift: Matronis / Octocan(n)ab/us C(aius) Salvius / Quetus v(otum) s(olvit) l(ibens) m(erito) Übersetzt: „Den Matronae Octocannabae hat Gaius Salvius Quietus sein Gelübde gern und nach Gebühr erfüllt“                                                       | Matronen-Stein IV Inschrift: Matronis / Octocan/abus Q(uintus) Va/rianus Übersetzt: „Den Matronae Octocannabae (von) Quintus Varianus“ | Matronen-Stein V Inschrift: Matronis / [Octo]cannabus / [3 Vi]ctorine Übersetzt: „Den Matronae Octocannabae (von) Victorine (?)“ |